# Psychotria obtusifolia
Psychotria obtusifolia là một loài thực vật có hoa trong họ Thiến thảo. Loài này được Lam. ex Poir. miêu tả khoa học đầu tiên năm 1804.